# Kubo och de två strängarna
Kubo och de två strängarna är en amerikansk stop motion-animerad långfilm från 2016 producerad av företaget Laika, regisserad av Travis Knight efter ett manus av Marc Haimes och Chris Butler. Filmen nominerades till två Oscar för bästa animerade film och för bästa specialeffekter.

## Handling
I det antika Japan, på en klippa högt ovan havet, bor en pojke vid namn Kubo. Den smarta och godhjärtade rackarungen lever ett enkelt liv, och roar sig med att förgylla tillvaron för byns övriga invånare genom att berätta sagor med hjälp av papperskonsten origami.
Den lugna tillvaron slås i spillror när Kubo av misstag väcker en ande från det förgångna till liv. Anden har hämnd att utkräva, och för att stoppa den slår Kubo sig ihop med den stentuffa Apan och den något udda insekts-samurajen Skalbaggen.